# یواس‌اس لکوانا (ای‌او-۴۰)
یواس‌اس لکوانا (ای‌او-۴۰) (به انگلیسی: USS Lackawanna (AO-40)) یک کشتی بود که طول آن ۵۰۱ فوت ۸ اینچ (۱۵۲٫۹۱ متر) بود. این کشتی در سال ۱۹۴۲ ساخته شد.